# Suborn

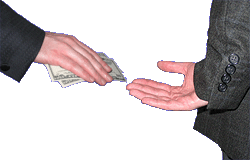
Representació d'un suborn.

El suborn (calc del castellà) o, més pròpiament, subornació és un delicte que consisteix en el fet que una autoritat o funcionari públic accepte o sol·licite un obsequi a canvi de realitzar o d'ometre un acte. En el llenguatge comú s'estén la paraula subornació amb un sentit més ampli, atès que demés del suborn, abasta l'acció de demanar o oferir regal entre particulars per a obtenir que el subornat realitze un acte o omissió il·legítim. Un exemple és el de l'empleat d'una empresa privada que accepta l'obsequi d'un tercer per a inclinar a favor seu una decisió de la seua empresa com pot ésser la concreció d'un contracte. En aquest delicte es considera que el bé tutelat és l'administració pública. La persona que ofereix el do o que accepta la comanda d'ella comet el delicte de subornació passiva. Les legislacions poden o no considerar aquesta conducta com a delicte penal, i si ho fan, el bé protegit seria el dret de propietat. Del punt de vista laboral, l'acceptació o exigència d'una subornació, constitueix una falta laboral greu.
La subornació és simple si el funcionari públic accepta una remuneració per a complir amb un acte a conseqüència de la seua funció o qualificat si rep un obsequi per a obstaculitzar el compliment d'un acte o no portar-lo a terme, ja siga aquest constitutiu o no de delicte. Per exemple, un automobilista pot subornar un oficial de la policia per a no estendre-li un part per excés de velocitat, un ciutadà que realitza tràmits pot subornar un empleat públic per un servei més ràpid, una constructora pot subornar un funcionari per a concedir un contracte, etc.

## Govern
Pot existir una àrea grisa quan es fan pagaments per a suavitzar transaccions. La llei és especialment estricta limitant l'habilitat de negocis per pagar per atorgar de contractes per governs estrangers. En alguns països, aquesta pràctica és la norma, sovint resultant d'una nació que es desenvolupa que no té l'estructura de taxa per a pagar un salari adequat als funcionaris. No obstant això, la major part dels economistes consideren la subornació com a roïna.

## Tractament d'Impost de Subornació
L'estatus d'impost de subornacions és una qüestió dels governs, atès que la subornació d'oficials governamentals dificulta el procés democràtic i pot interferir amb un bon govern. En alguns països, tals subornacions es consideren pagaments deduïbles d'impost. Tanmateix, el 1996, en un esforç per descoratjar la subornació, el Consell d'OCDE recomanava que a aquell membre que els països deixen de permetre la deductibilitat d'imposts de subornacions per a oficials estrangers. Això se seguia per la signatura de la Convenció Antisubornació. Des d'aquell temps, la major part dels països de l'OCDE que són signataris de la convenció han revisat les seues polítiques fiscals segons aquesta recomanació i alguns han estès les mesures a subornacions pagades a qualsevol oficial, enviant el missatge aquella subornació ja no es tolerarà en els funcionaments del govern.

## Medicina
Les corporacions farmacèutiques poden procurar recompensar els metges per la prescripció pesada dels seus medicaments a través de regals. El Col·legi de Metges Americà ha publicat directrius ètiques per a regals d'indústria que inclouen el principi que els metges no haurien d'acceptar regals si es donen en relació que el metge prescriga pràctices
. Dubtós que els casos incloguen subvencions per a viatjar a convencions mèdiques que doblen com a viatges turístics.
Els dentistes sovint reben a casa mostres de productes de cura com pasta dentifríca, que són de valor insignificant; una mica irònicament, els dentistes en un anunci de televisió manifestaran sovint que aconsegueixen aquestes mostres però paguen per a utilitzar el producte del patrocinador.
En oferiment de països subvencionat d'estat o assistència sanitària nacionalment finançada on als professionals mèdics se'ls paga poc, els pacients poden utilitzar subornació per a sol·licitar el nivell esperat estàndard de cura mèdica. Per exemple, en molts anteriorment països comunistes des del que solia ser el Bloc Oriental pot ésser normal oferir regals cars als doctors i alimenta per al lliurament de servei en qualsevol nivell de cura mèdica en el sector de salut no privat.

## Política

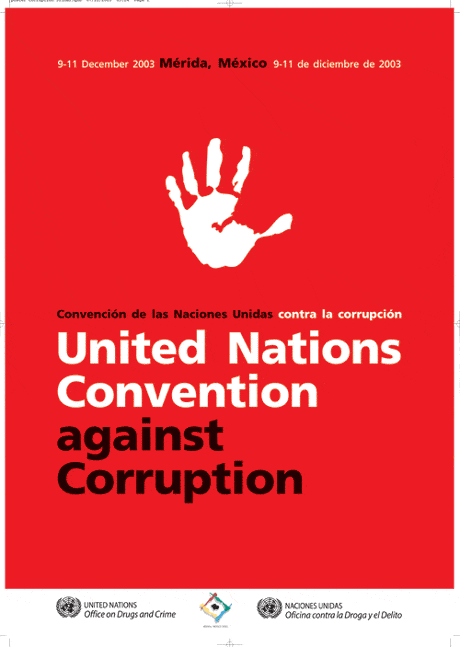
Convenció de les Nacions Unides contra la Corrupció.

Els polítics reben contribucions de campanya i unes altres retribucions de corporacions fortes o individus en fer eleccions en els interessos d'aquells partits, o en l'anticipació de política favorable. Tanmateix, tal relació no compleix els nivells legals per a la subornació sense evidència d'un quo de pro de lliures. Vegeu també corrupció política.

## Negoci
Els empleats o directors d'un negoci poden oferir diners o regals a un client potencial a canvi d'un negoci.
Més darrerament, el 2006 els demandants alemanys dirigien una investigació que s'estén amplament de Siemens AG per a determinar si els empleats de Siemens pagaven subornacions a canvi per negoci.
En alguns casos on el sistema de llei no s'implementa bé, les subornacions poden ésser una manera per a empreses de continuar els seus negocis. En el cas, per exemple on els oficials de costum assetgen una certa empresa o planta de producció, que oficialment manifesta per cercar irregularitats, poden aturar la producció i aturar unes altres activitats normals d'una empresa. La interrupció pot provocar pèrdues a l'empresa que excedeixen la quantitat de diners per a pagar l'oficial. Subornar els oficials és una manera comuna de tractar amb aquesta qüestió en països on no existeix cap sistema ferm de comunicar aquestes activitats semiil·legals. Un tercer, conegut com a Blanc Guant, pot ser implicat per actuar com a intermediari net.
Les consultories d'especialistes s'han posat fins a empreses multinacionals d'ajuda i PIMEs, amb un compromís a anticorrupció, per a comerciar més èticament i per a beneficiar-se de la conformitat amb la llei.